# ホイートストンブリッジ

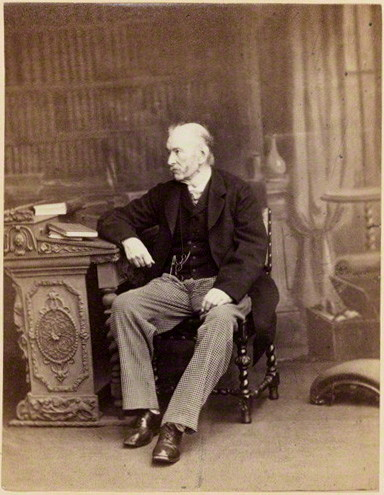
サミュエル・ハンター・クリスティー

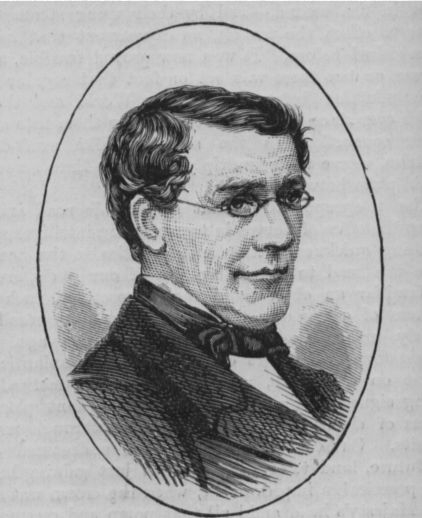
チャールズ・ホイートストン

ホイートストンブリッジ (英語: Wheatstone bridge) は、ひずみゲージなどの抵抗測定に用いられる回路である。
1833年にサミュエル・ハンター・クリスティ(S.H.Christie 1784-1865)によって発明され、1843年にチャールズ・ホイートストンによって広められ、広く使われるようになった。
未知の抵抗を含む4つの抵抗をブリッジ状に配置して、中間点の電位差を測定することによって、未知の抵抗値を測定する。

## 理論

### ブリッジ回路が平衡状態の場合

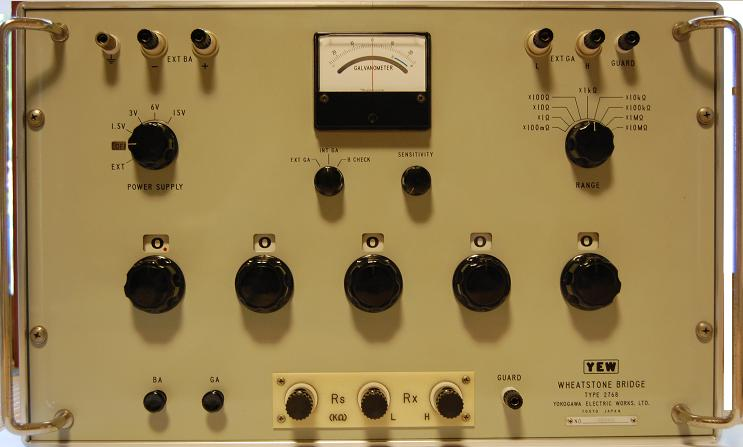
ホイートストンブリッジ

左図に示すブリッジ回路において、{\displaystyle R_{x}}を未知抵抗、{\displaystyle R_{1}}、{\displaystyle R_{3}}を既知抵抗、{\displaystyle R_{2}}を可変抵抗とする。また、ブリッジ回路をABCと流れる電流を{\displaystyle I_{1}}、ADCと流れる電流を{\displaystyle I_{2}}とする。なお、{\displaystyle R_{1}}、{\displaystyle R_{3}}は比例辺(ratio arm)、{\displaystyle R_{2}}は、抵抗辺、可変抵抗辺(rheostat arm)、測定辺(measuring arm)、標準辺と呼ばれることもある。
ここで、{\displaystyle R_{2}}の抵抗値を調整することで検流計VGの振れがゼロになり、ブリッジが平衡すれば、各抵抗部における電圧低下は以下に示す式となる。
{\displaystyle R_{3}I_{1}=R_{1}I_{2}}
{\displaystyle R_{x}I_{1}=R_{2}I_{2}}
上二式の{\displaystyle I_{1}}、{\displaystyle I_{2}}についての連立方程式を解けば
{\displaystyle {\frac {R_{3}}{R_{1}}}={\frac {R_{x}}{R_{2}}}}
{\displaystyle R_{x}={\frac {R_{3}}{R_{1}}}R_{2}}
この測定回路では、電圧がちょうどゼロになることを精度よく測定できるので、{\displaystyle R_{1}}、{\displaystyle R_{2}}、{\displaystyle R_{3}}が精度よくわかっていれば、{\displaystyle R_{x}}も測定器の内部抵抗を受けることなく、精度よく求めることができる（零位法）。
逆に{\displaystyle R_{x}}の微小な変化も、電圧の平衡が失われることによって検出することができる。

## 誤差の発生要因
ホイートストンブリッジによる未知抵抗の測定は零位法であるため、誤差が少ない精密測定に効果的であるが、以下の5点による誤差要因を考えることができる。
{\displaystyle R_{1}},{\displaystyle R_{2}},{\displaystyle R_{3}}を既知の固定抵抗として、中間点の電位差、または電流値から {\displaystyle R_{x}}を求めることもできる。
1. 既知抵抗、可変抵抗の真値と公称値とのずれ
2. 平衡読み取りの誤り
3. 回路中の熱起電力
4. 通電による加熱、高い周囲温度による抵抗の加熱がもたらす抵抗値の変化
5. リード線抵抗、接触抵抗

従って、ブリッジへの印加電圧を低く保つことを要する。
電圧源を交流電源（交流信号源）、検流計を交流を検出するものに置き換えることで、抵抗値の測定用からインピーダンスの測定用に拡張できる。詳細はリターンロスブリッジを参照のこと。
ひずみゲージの測定回路として用いられる他、さまざまな電気量の測定回路として用いられる基本的な回路である。
鉄道車両では、主電動機の接続方法を切換る際に急激なトルク変動を抑える目的でこの回路が応用され、橋絡渡り方式と呼ばれている。

## リターンロスブリッジ
ホイートストンブリッジに以下の変更を加えることにより、交流回路における被測定回路からの反射損失を測定することができる。
- {\displaystyle R_{1}}、{\displaystyle R_{2}}、{\displaystyle R_{3}}を全て同じ値({\displaystyle Z_{0}})に揃える。
- 信号源のインピーダンスを{\displaystyle Z_{0}}とする。
- 検流器を、フロートバランおよび特性インピーダンス{\displaystyle Z_{0}}を持つ可変減衰器を介した受信機へ置き換える。
- {\displaystyle R_{x}}を、開放ないしは短絡、および被測定回路へ接続可能にしておく。

上記の変更を施した回路はリターンロスブリッジと呼ばれる。高周波回路にて、被測定回路の入力インピーダンスが{\displaystyle Z_{0}}に整合しているかどうか、およびミスマッチに起因する被測定回路からの反射信号測定に用いられている。{\displaystyle R_{1}}、{\displaystyle R_{2}}、{\displaystyle R_{3}}、信号源、検波器から置き換えられた検出回路の各インピーダンスが全て{\displaystyle Z_{0}}に一致していることが必要となる。
具体的な測定手順例は以下の通り。
1. {\displaystyle R_{x}}を開放ないしは短絡し、信号源から測定信号を入力する。受信機にて適切な受信レベルを得るように、可変減衰器を調整する。
2. {\displaystyle R_{x}}に被測定回路を接続し、受信機にて手順1に同じ受信レベルを得るように、可変減衰器の減衰量を減少させる。
3. 手順2にて、減少させた減衰量を反射損失として得る。

信号源にて測定信号のレベルが調整できる場合は、検出回路に用いる可変減衰器を固定減衰器に置き換え、信号源側でレベルを調整しても構わない。この場合、手順2にて受信機で同じ受信レベルを得るには信号源の出力レベルを増加させることが必要となり、その増加量が反射損失となる。
ホイートストンブリッジの誤差発生要因に加え、検出回路に用いるフロートバランが持つ同相成分の阻止性能が測定できる反射損失の上限を決める。これには配線上のアンバランスに起因する、同相成分から差動成分への漏れ出しも影響する。また、フロートバランは一般に周波数特性を持つため、これによりリターンロスブリッジが使用可能な周波数範囲が決まる。